# Michele Morosini
Michele Morosini, né en 1308 à Venise et mort le 16 octobre 1382 dans la même ville, est le 61e doge de Venise, élu en 1382.

## Biographie
Michele Morosini est né de parents dont les archives n'indiquent pas les prénoms. Il se distingue au cours du XIVe siècle par son habileté à commercer et l'immense richesse accumulée.
Dans sa jeunesse, il est condamné pour viol. Les archives, peu importantes pour ce personnage, se partagent entre un noble marchand qui donna beaucoup à l'État et qui le servit fidèlement et une affaire prête à tout pour se faire remarquer.
Morosini se marie avec Christina Bondumier, avec laquelle il a un fils du nom de Giovanni Morosini.
À la fin de la guerre de Chioggia (1378-1383) qui voit s'opposer sa ville à Gênes, il est considéré comme un des hommes les plus riches de la ville et il est propriétaire de nombreuses maisons acquises pour peu d'argent pendant la période de difficultés. Il occupe le poste de procurateur de Saint-Marc (procuratore di sopra) et il participe à différentes missions diplomatiques, y celle de mandataire général pour les négociations de la paix à Turin qui met fin à la guerre de Chioggia.

## Le dogat

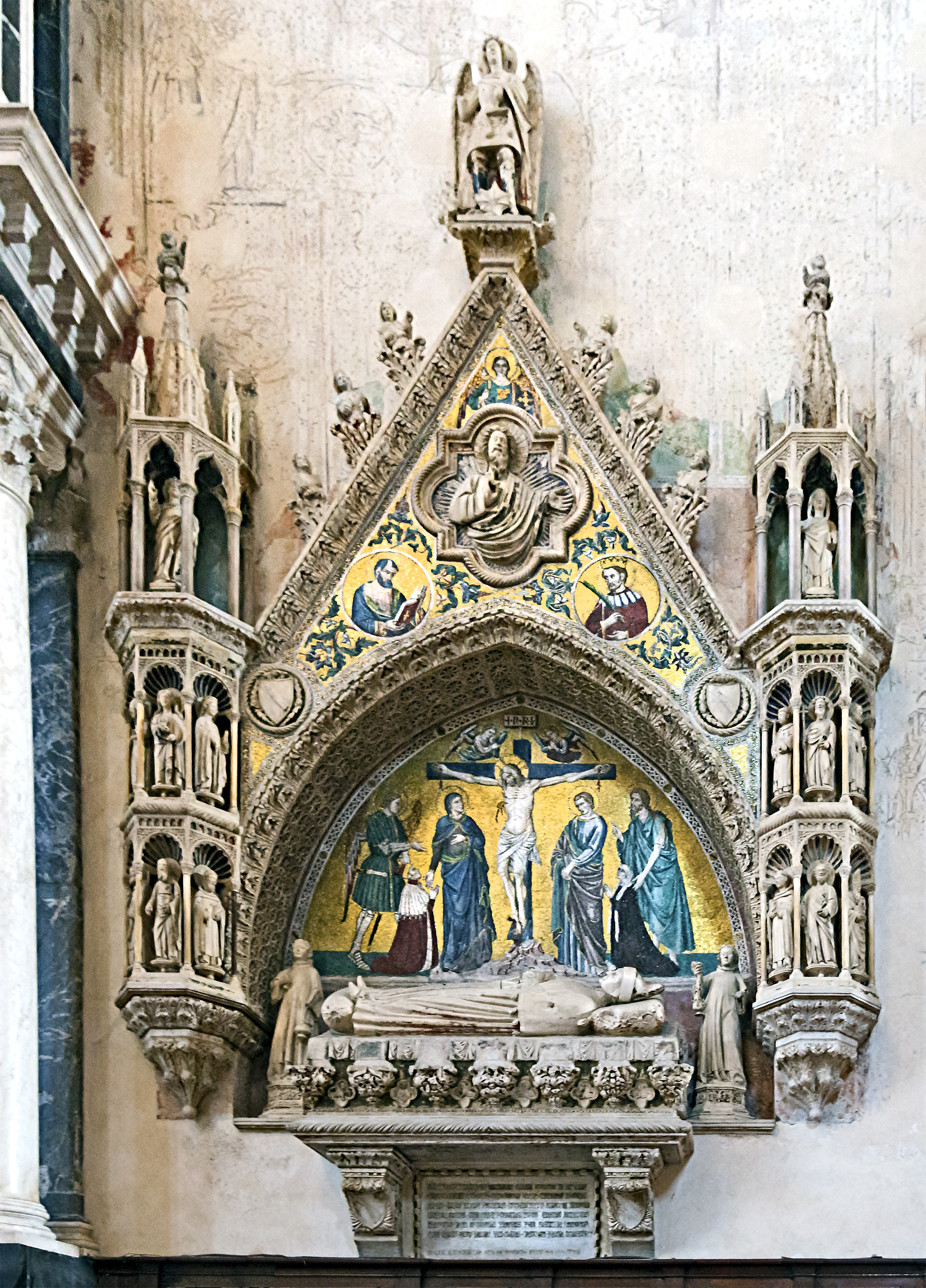
Son Tombeau à San Zanipolo Venise

Il est élu le 10 juin 1382 avec le minimum de voix nécessaires, il n'a pas le temps d'intervenir sur la vie publique parce qu'il meurt par la peste (certains le voit puni pour ses spéculations envers les pauvres) quatre mois à peine après son élection.
Pendant son dogat, il poursuit la guerre contre Gênes qui désormais est en faveur de Venise après une première phase qui avait mené la ville lagunaire à un pas de la défaite.
Il est enterré en grande pompe en raison de sa grande richesse dans un somptueux tombeau dans la basilique de San Zanipolo.